# Веселе (Павлоградський район)
Весе́ле — село в Україні, у Вербківській сільській громаді Павлоградського району Дніпропетровської області. Населення за переписом 2001 року становить 201 особу.

## Географія
Село Веселе розташоване на лівому березі річки Кочерга (одне з русел річки Вовча), вище за течією на відстані 1 км розташоване місто Павлоград. Через село проходить автомобільна дорога Т 0422.

## Населення

### Мова
Розподіл населення за рідною мовою за даними перепису 2001 року:
| Мова            | Кількість | Відсоток |
| --------------- | --------- | -------- |
| українська      | 187       | 93.03%   |
| російська       | 13        | 6.47%    |
| інші/не вказали | 1         | 0.50%    |
| Усього          | 201       | 100%     |

## Постаті
- Калихалін Михайло Михайлович (1993—2017) — сержант Збройних сил України, учасник російсько-української війни.